# John H. Hager

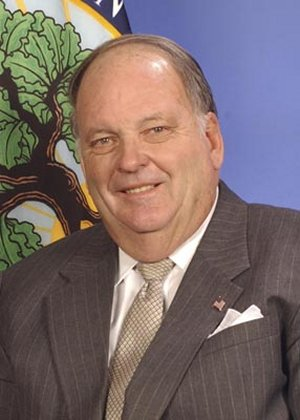
John H. Hager

John Henry Hager (* 28. August 1936 in Durham, North Carolina; † 23. August 2020) war ein US-amerikanischer Politiker (Republikaner). Zwischen 1998 und 2002 war er Vizegouverneur des Bundesstaates Virginia.

## Werdegang
John Hager studierte bis 1958 an der Purdue University das Fach Maschinenbau (Mechanical Engineering). Anschließend besuchte er bis 1960 die Harvard Business School. Danach diente er als Hauptmann in der United States Army, deren Reserve er auch später noch angehörte. Zwischen 1961 und 1994 arbeitete er für die American Tobacco Company. Dort stieg er im Lauf der Zeit bis zum geschäftsführenden Vizepräsidenten auf. Gleichzeitig wurde er Mitglied zahlreicher Organisationen und Vereinigungen.
Politisch schloss sich Hager der Republikanischen Partei an. 1997 wurde er an der Seite von Jim Gilmore zum Vizegouverneur von Virginia gewählt. Dieses Amt bekleidete er zwischen 1998 und 2002. Dabei war er Stellvertreter des Gouverneurs und Vorsitzender des Staatssenats. Außerdem war er Mitglied und Vorsitzender verschiedener Kommissionen. Im Jahr 2001 kandidierte er erfolglos in den Gouverneursvorwahlen seiner Partei. Zwischen 2001 und 2004 war er Leiter des Heimatschutzministeriums seines Staates (Director of Homeland Security for Virginia). Danach arbeitete er von 2004 bis 2007 als Abteilungsleiter (Assistant Secretary for Special Education and Rehabilitative Services) im Bildungsministerium der Vereinigten Staaten. In den Jahren 2007 und 2008 war er als Nachfolger von Ed Gillespie Staatsvorsitzender der Republikaner für Virginia.